# Procesautomatisering
De term procesautomatisering of procesbesturing omvat de geautomatiseerde besturing van continue processen en batchprocessen met behulp van een (proces)computer. Procesautomatisering is vaak een onderdeel van een overkoepelend productie- of besturingssysteem.
Procesautomatiseringssystemen worden gebruikt in industriële en civieltechnische toepassingen om een proces te volgen, te sturen  en te controleren. Dergelijke systemen zijn digitaal en bestaan uit sensoren en meetinstrumenten met bedrading verbonden via een bus, met een multiplexer en/of A/D-convertors en uiteindelijk met een procescomputer met visualisatie en bediening.
Voorbeelden van procesautomatiseringssystemen zijn:
- Process control system (PCS)
- Distributed control system (DCS)
- Programmable logic controller (PLC)
- Supervisory control and data acquisition (SCADA)

Via dergelijke systemen kunnen bijvoorbeeld de functies van pompen en kleppen worden aangestuurd. Ze kunnen autonoom zonder operator functioneren, maar vaak is er ook een operator-interface (HMI) met een beeldscherm aan gekoppeld, waarmee het proces wordt weergegeven en waarmee ook interactie door de operator kan plaatsvinden.  